# Cathédrale de Marbre
La Cathédrale de Marbre, située aux abords de la Chapelle de Marbre, est une formation minérale de carbonate de calcium, sur les côtes du lac Buenos Aires/General Carrera, au Chili.

## Morphogenèse et situation
Au cours des années, les eaux du lac ont érodé les bords, créant alors des formations que l’on peut, quand les eaux du lacs sont à leur niveau le plus bas, visiter entièrement à bord de petites embarcations.
Les petits îlots situés à quelques mètres de la côte du lac sont appelés « Cathédrale de marbre », « Chapelle de Marbre » et « Caverne de Marbre ». On y accède grâce à des petits bateaux.
Le port le plus proche, pour les visites de ces formations est Puerto Río Tranquilo (es) sur la commune de Río Ibáñez, à 223 km de Coyhaique, capitale de la Région Aisén del General Carlos Ibáñez del Campo.

## Galerie

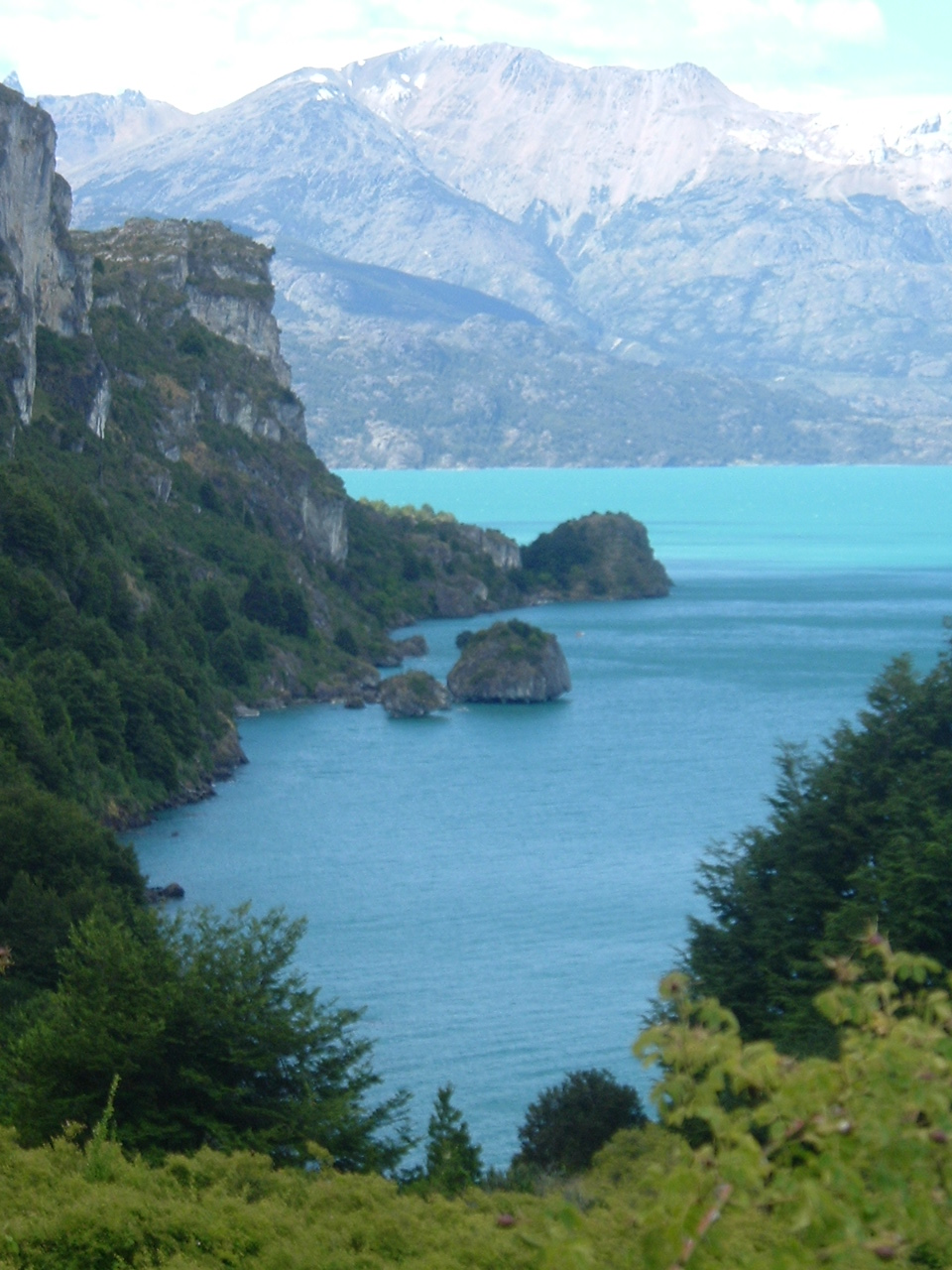
La Cathédrale de Marbre et la Chapelle de marbre (plus petite) depuis la terre ferme
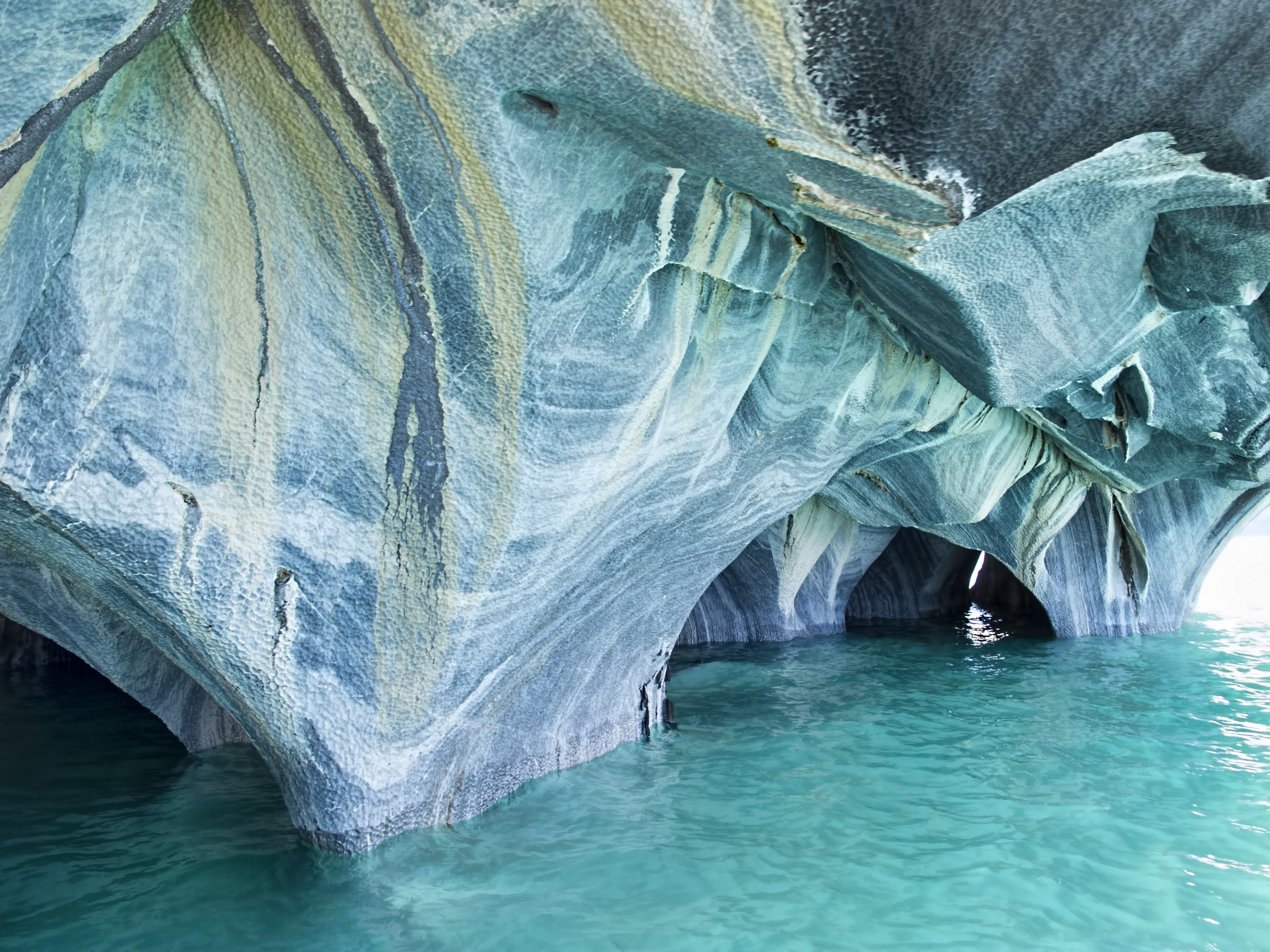
La Cathédrale de Marbre
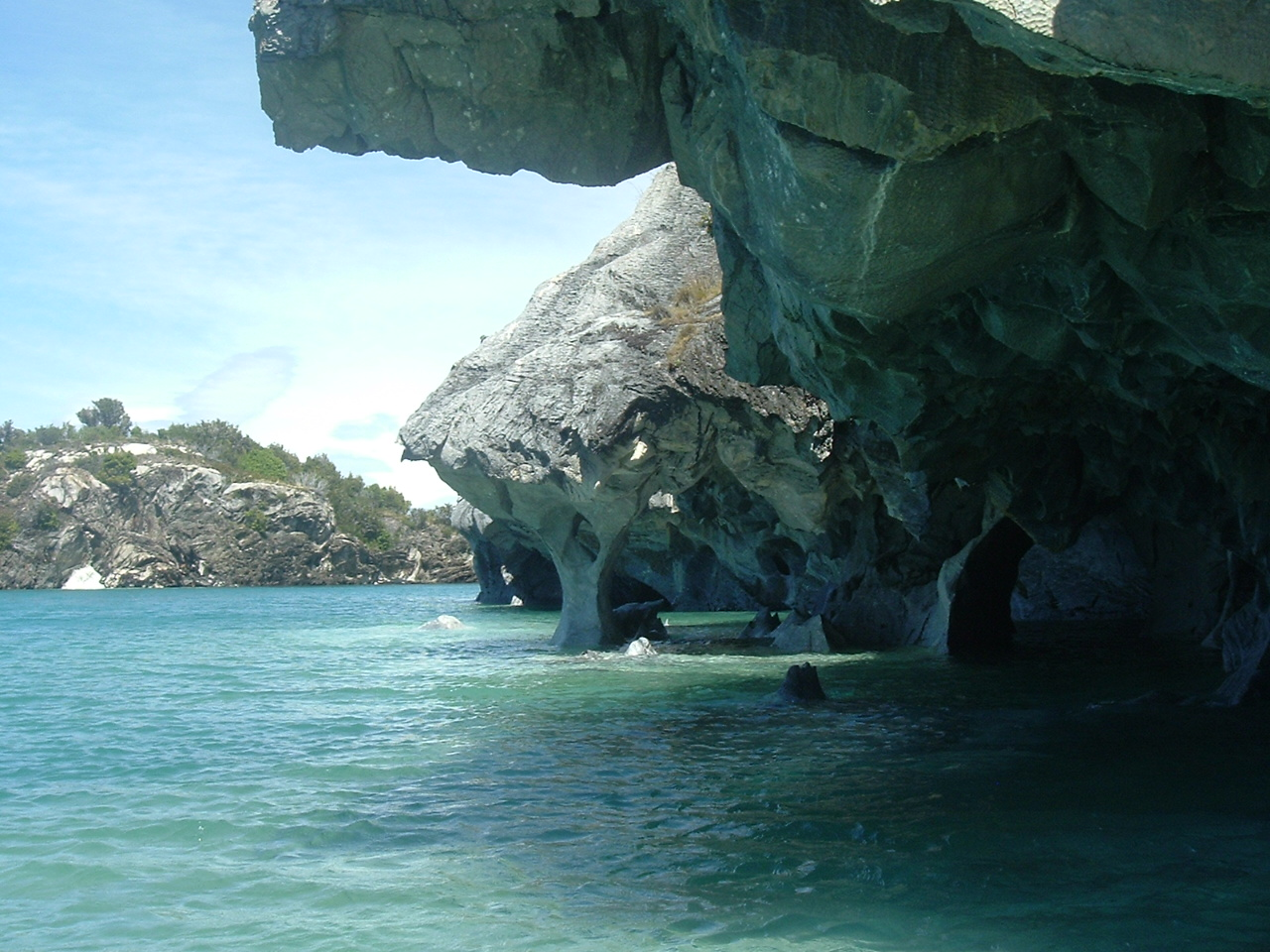
La Caverne de Marbre
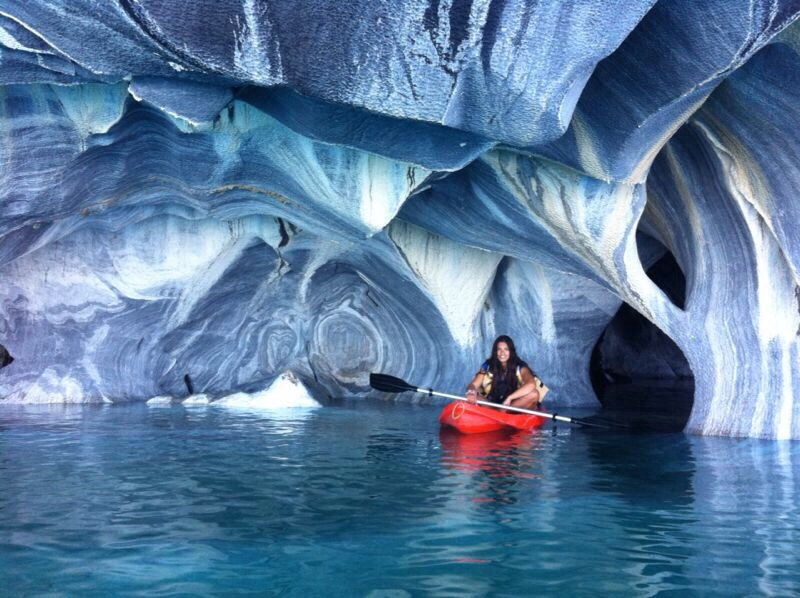
Exploration avec embarcation
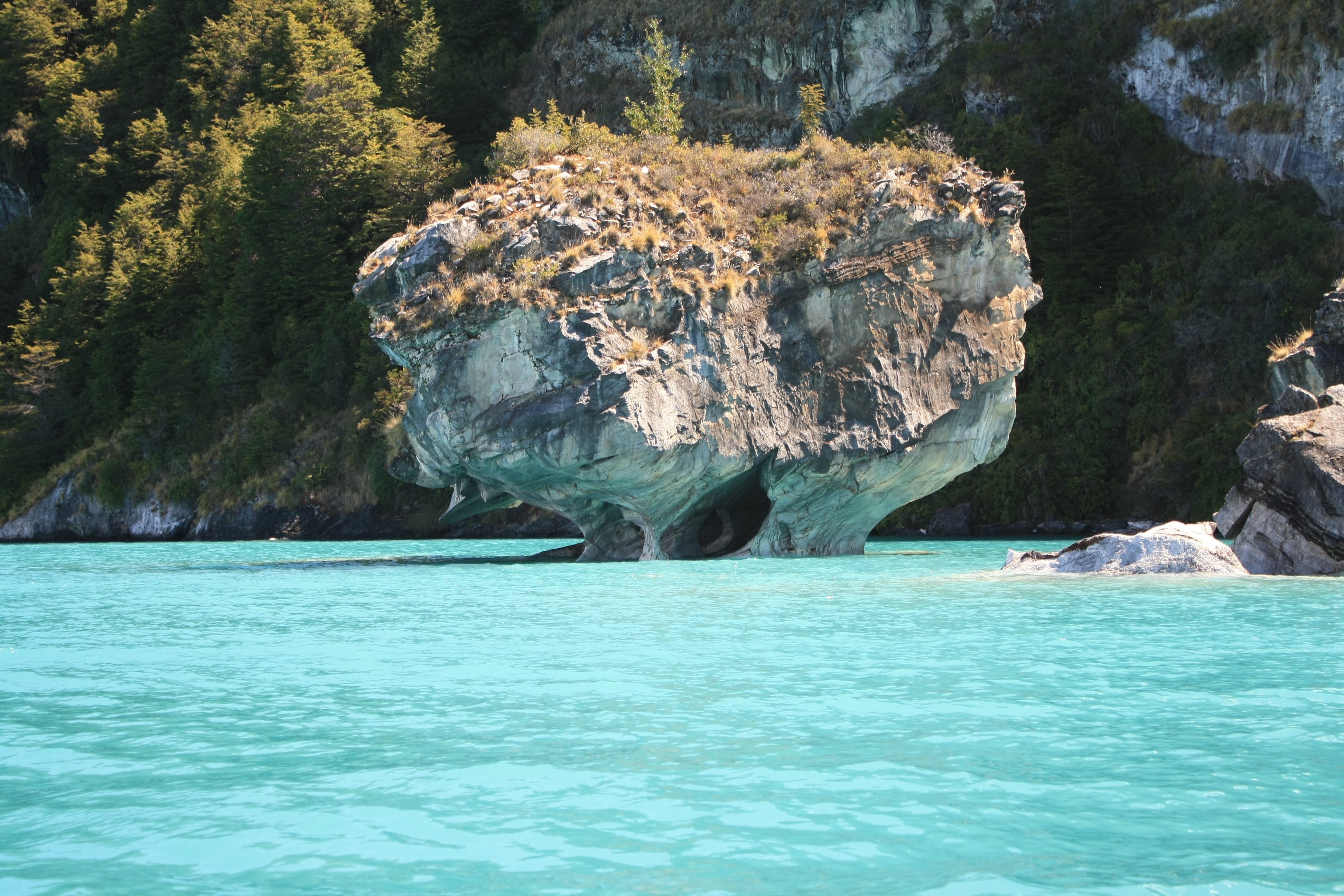
Vue de l'ouest
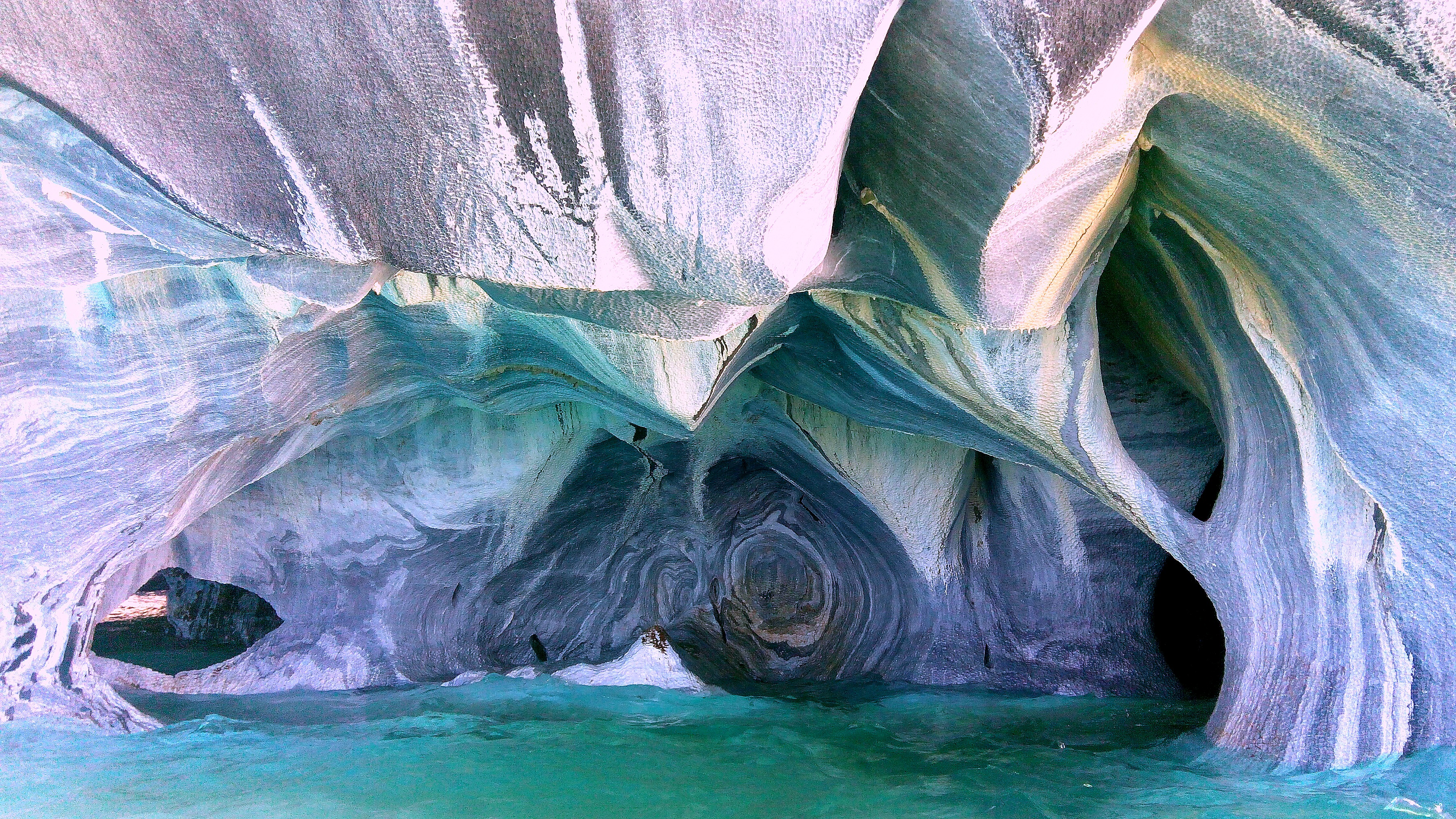
Jeux de lumière et des formes en semi immergée

### curiosité naturelle
- Géosite